# Gregor Dahlman
Karl Hugo Gregor Dahlman, född 4 juni 1923 i Solna församling, död 5 maj 1994 i Oscars församling i Stockholm, var en svensk skådespelare.
Dahlman är gravsatt i minneslunden på Kungsholms kyrkogård i Stockholm.

## Filmografi
- 1942 – I gult och blått
- 1949 – Smeder på luffen
- 1950 – Rågens rike
- 1950 – Sånt händer inte här
- 1950 – Livet ger...
- 1951 – Fröken Julie
- 1951 – Spöke på semester
- 1952 – Kalle Karlsson från Jularbo
- 1953 – Vägen till Klockrike
- 1953 – Ursula – flickan i finnskogarna
- 1953 – Barabbas
- 1954 – Gud Fader och tattaren
- 1955 – Stampen
- 1956 – Ratataa
- 1956 – Flickan i frack
- 1957 – En drömmares vandring
- 1959 – Guldgrävarna
- 1964 – Svenska bilder
- 1964 – Wild West Story
- 1966 – Hemsöborna
- 1966 – Trettio pinnar muck
- 1968 – Skammen
- 1968 – Private Entrance
- 1969 – Åsa-Nisse i rekordform
- 1975 – Släpp fångarne loss – det är vår!
- 1977 – Bussen
- 1978 – Picassos äventyr
- 1978 – Katitzi (TV-serie)
- 1979 – Den nya människan
- 1980 – Huset i världens mitt
- 1982 – Gräsänklingar
- 1983 – Spanarna (TV-serie)
- 1983 – Raskenstam
- 1983 – Lyckans ost
- 1987 – Träff i helfigur (TV-serie)
- 1987 – Varuhuset (TV-serie)
- 1988 – Jungfruresan
- 1989 – Hassel – Offren
- 1993 – Allis med is (TV-serie)

## Teater

### Roller (ej komplett)
| År   | Roll               | Produktion                                              | Regi                                                   | Teater                        |
| ---- | ------------------ | ------------------------------------------------------- | ------------------------------------------------------ | ----------------------------- |
| 1960 | David Bowman       | Dagdrömmaren (Flowering Cherry) Robert Bolt             | Tom Dan-Bergman                                        | Folkparksturné/ Lilla Teatern |
| 1964 | Bödeln             | Sankta Johanna George Bernard Shaw                      | Per Gerhard                                            | Vasateatern                   |
| 1967 | Busen              | Spela spelet Leslie Bricusse och Anthony Newley         | Ivo Cramér                                             | Oscarsteatern                 |
| 1972 | Duchotel           | Herrn går på jakt (Monsieur chasse!) Georges Feydeau    | Peter Flack                                            | Örebroensemblen               |
| 1973 | Mistern            | An der schönen blauen Donau Ödön von Horvath            | Jan Håkanson                                           | Stockholms stadsteater        |
| 1973 | Kristian Berg      | Gösta Berlings saga Selma Lagerlöf                      | Johan Bergenstråhle Marie-Louise De Geer Bergenstråhle | Stockholms stadsteater        |
| 1974 | Mr Hammond         | Bröllopsfesten Arnold Wesker                            | Gun Arvidsson                                          | Stockholms stadsteater        |
| 1975 | En tiggare         | Körsbärsträdgården Anton Tjechov                        | Jan Håkanson                                           | Stockholms stadsteater        |
| 1979 | Grannen            | Söndagsgäster Björn Runeborg                            | Stig Ossian Ericson                                    | Stockholms stadsteater        |
| 1979 | Bugrov, köpman     | Platonov Anton Tjechov                                  | Otomar Krejča                                          | Stockholms stadsteater        |
| 1979 | Robert Magerman    | En midsommarnattsdröm William Shakespeare               | Göran O. Eriksson                                      | Stockholms stadsteater        |
| 1980 | Förste vaktmästare | Hoppla, vi lever! Ernst Toller                          | Fred Hjelm                                             | Stockholms stadsteater        |
| 1982 | Franz              | Sound of Music Richard Rodgers och Oscar Hammerstein II | Stig Olin                                              | Folkan                        |
| 1992 |                    | Bröderna Östermans huskors Oscar Wennersten             |                                                        | Folkan                        |

## Radioteater
| År   | Roll                           | Produktion                                        | Regi        |
| ---- | ------------------------------ | ------------------------------------------------- | ----------- |
| 1951 | En manlig röst                 | Hillman & Son: Matt med damen Folke Mellvig       | Lars Madsén |
| 1953 | Kriminalöverkonstapel Karlgren | Hillmans detektivbyrå: Vattengraven Folke Mellvig | Lars Madsén |

### Fotnoter
1. ↑  ”Gregor Dahlman”. Svensk Filmdatabas. http://www.sfi.se/sv/svensk-filmdatabas/Item/?type=PERSON&itemid=62994&ref=%2ftemplates%2fSwedishFilmSearchResult.aspx%3fid%3d1225%26epslanguage%3dsv%26searchword%3dGregor+Dahlman%26type%3dPerson%26match%3dBegin%26page%3d1%26prom%3dFalse. Läst 23 juli 2012.
2. ↑  Gravar.se
3. ↑  ”Enmansteater av Tor Isedal i Tjechovpjäser”. Dagens Nyheter:  s. 18. 10 september 1960. https://arkivet.dn.se/tidning/1960-09-10/246/18. Läst 2 januari 2022.
4. ↑  Sven Barthel (4 oktober 1964). ”Seger för Johanna”. Dagens Nyheter:  s. 24. http://arkivet.dn.se/arkivet/tidning/1964-10-04/270/24. Läst 6 maj 2016.
5. ↑  ”Spela spelet”. Musikverket. http://calmview.musikverk.se/CalmView/Record.aspx?src=CalmView.Performance&id=PERF25698&pos=144. Läst 11 juni 2015.
6. ↑  Bengt Jahnsson (17 mars 1972). ”Teateröverblicken: Tre föreställningar man minns”. Dagens Nyheter:  s. 15. https://arkivet.dn.se/tidning/1972-03-17/75/15. Läst 20 januari 2022.
7. ↑  Marcus Boldemann (18 september 1982). ”'Sound of Music': Lyckokast vid stupet”. Dagens Nyheter:  s. 18. http://arkivet.dn.se/arkivet/tidning/1982-09-18/253/18. Läst 20 augusti 2015.
8. ↑  ”Teaterannons”. Dagens Nyheter:  s. 16. 16 december 1992. http://arkivet.dn.se/arkivet/tidning/1992-12-16/342/24. Läst 12 juni 2016.
9. ↑  ”Radioprogrammet”. Dagens Nyheter:  s. 15. 21 juli 1951. https://arkivet.dn.se/tidning/1951-07-21/193/15. Läst 19 december 2021.
10. ↑  ”Radioprogrammet”. Dagens Nyheter:  s. 30. 28 november 1953. https://arkivet.dn.se/tidning/1953-11-28/323/30. Läst 19 december 2021.